# Carlo Storck
Carlo Storck (* 28. April 1938 in Offenbach am Main) ist ein ehemaliger deutscher Fußballspieler. Er spielte elf Jahre als Verteidiger in der Ligamannschaft des 1. FSV Mainz 05 und hat bei den Rheinhessen von 1959 bis 1970 in der Oberliga Südwest beziehungsweise Regionalliga Südwest insgesamt 285 Ligaspiele absolviert und 18 Tore erzielt.

## Laufbahn

### Oberliga Südwest, 1959 bis 1963
Eröffnet hatte Storck als Jugendspieler beim SC 07 Bürgel. Die ersten fußballerischen Schritte im Seniorenfußball hat Carlo Storck bei den „Gelbhemden“ von Germania Bieber im Offenbacher Stadtteil Bieber-Waldhof unternommen. Als der ehemalige erfolgreiche OFC-Spieler Heinz Baas zur Saison 1959/60 das Traineramt beim Südwestoberligisten FSV Mainz 05 antrat, unterschrieb der vormalige Amateur einen Vertrag bei den Rot-Weißen und wechselte in die Gutenberg–Stadt. Mit Helmut Müllges, Gerhard Natale, Manfred Nehren, Horst Schuch und Manfred Zimmer vervollständigten noch weitere Neulinge den Kader von Mainz. Storck debütierte am 16. August 1959, dem ersten Rundenspieltag, in der Oberliga bei einem 2:0-Heimerfolg gegen die Sportfreunde 05 Saarbrücken als Mittelläufer im damaligen WM-System. Für die Heimmannschaft im Bruchwegstadion erzielten Lothar Buchmann und Ulrich Muhl die Treffer und der 21-Jährige lernte dabei das Leistungsniveau der Oberliga kennen. Im Rundenverlauf konnte er sich mit zehn Ligaeinsätzen mit zwei Toren keinen Stammplatz erobern. Mainz belegte den 12. Rang. In seinem zweiten Oberligajahr 1960/61 bewirkte die Klasse des Neuzuganges Erich Bäumler und die Umstellung von Trainer Baas auf ein flexibleres Spielsystem nach südamerikanischem Vorbild mit einer Frühform des Liberos und einem zentralen Mittelfeldspieler, dass die Rot-Weißen den fünften Rang belegen konnten, Storck hatte 24 Spiele, zumeist als Vorstopper oder im zentralen Mittelfeld, bestritten. In den letzten zwei Jahren der alten Erstklassigkeit der Oberliga, 1961/62 und 1962/63, absolvierte der Ex-Offenbacher alle 60 Ligaspiele. Insgesamt hat er von 1959 bis 1963 in vier Runden 94 Ligaspiele absolviert und fünf Tore für die Baas-Elf erzielt.

### Regionalliga Südwest, 1963 bis 1970
Im Debütjahr der zweitklassigen Regionalliga-Südwest, der Saison 1963/64, belegte Storck mit seinen Mannschaftskameraden den vierten Rang und hatte 33 Ligaspiele mit sechs Toren in der 20er-Staffel bestritten. Zum sportlichen Höhepunkt wurde aber die folgende Saison 1964/65 durch die ausgezeichneten Leistungen im Pokal. Zuerst setzten sich die Nullfünfer im Südwesten gegen Eintracht Bad Kreuznach (3:1), Hassia Bingen (6:2), den SV Hildburg Elkenroth (4:1) sowie mit einem 4:0-Erfolg beim TuS Neuendorf in der vierten Runde durch und zogen damit in den DFB-Pokal ein. Im Januar und Februar 1965 schalteten sie in den ersten beiden Runden gleich zwei Bundesligisten aus. Am 16. Januar kam Werder Bremen mit 23:13 Punkten als Tabellenführer der Bundesliga nach Mainz und wurde vor 12.000 Zuschauern mit 1:0 besiegt. Als Vorstopper neutralisierte Storck dabei den Bremer Angriffsführer Arnold Schütz. Bremen gelang am Rundenende der Gewinn der deutschen Meisterschaft. Am 6. Februar rangen Storck und Kollegen dem TSV 1860 München unter Trainer Max Merkel vor 20.000 Zuschauern ein 2:2-Remis nach Verlängerung ab. Vierzehn Tage später, am 17. Februar, gelang sogar im Stadion an der Grünwalder Straße ein 2:1-Auswärtserfolg. Der Europacupfinalist aus München war dabei im Angriff mit Alfred Heiß, Hans Rebele, Rudi Brunnenmeier, Peter Grosser und Rudolf Steiner angetreten. Die Zweikämpfe mit Torjäger Brunnenmeier gehörten zu den Höhepunkten in der Karriere von Storck. Im Viertelfinale konnten die Mainzer am 27. Februar dem 1. FC Nürnberg vor 24.000 Zuschauern bis zur zweiten Halbzeit Paroli bieten, ehe sich der „Club“ in den zweiten 45 Minuten mit 3:0 durchsetzte. Die Franken waren nach 22 Bundesligaspielen mit 27:17 Punkten auf dem vierten Rang stehend, punktgleich mit dem zweiten und dritten Platz, nach Rheinhessen angereist und hatten mit Ludwig Müller, Heinz Strehl und Ferdinand Wenauer herausragende Leistungsträger in ihren Reihen. Storck hatte es überwiegend in den Zweikämpfen mit „Club“-Mittelstürmer Strehl zu tun gehabt.
In der dritten Regionalligasaison 1965/66, verpasste Storck durch eine langwierige Leistenverletzung fast die gesamte Hinrunde, agierte aber ab der Rückrunde als neuer Libero der Nullfünfer. Verstärkt durch den neuen Spielmacher Horst Hülß verpasste Mainz mit dem dritten Rang knapp die Bundesligaaufstiegsrunde. Eine überzeugende Rückrunde mit 23:7 Punkten – es gab nur zwei Niederlagen und drei Unentschieden neben zehn Siegen – reichte am Ende nicht um den Meister FK Pirmasens und Vizemeister 1. FC Saarbrücken am Einzug in die Aufstiegsrunde zu hindern. Wesentlicher Anteil am Erfolg dieser Runde hatte die Konstanz in der Defensive, wo mit Torhüter Kurt Planitzer, dem Verteidigerpaar Müllges und Heinz Wassermann, den Außenläufern Günther Dutine und Kurt Sauer, sowie in der Innenverteidigung mit Gerhard Görlach, in der Hinrunde als Libero und der Rückrunde als Vorstopper, ab der Rückrunde mit Carlo Storck als Libero, ein eingespielter Block agierte, der in 30 Ligaspielen lediglich 39 Gegentore zu verantworten hatte.
In den Jahren 1967 und 1968 konnte die Mainzer Elf mit Libero Storck die Anzahl der Gegentreffer auf 35 (1967) beziehungsweise 32 (1968) verringern, aber mit den zweimaligen vierten Plätzen wurde der Einzug in die Bundesligaaufstiegsrunde verfehlt.
Nach der Saison 1969/70, unter Trainer Erich Gehbauer hatten die Mainzer den 12. Rang belegt, beendete Storck nach insgesamt 285 Liga- und fünf DFB-Pokalspielen im Trikot der Nullfünfer, nach elf Runden seine Laufbahn.